# Алеур 1-й
Алеу́р 1-й (рос. Алеур 1-й) — село у складі Чернишевського району Забайкальського краю, Росія. Входить до складу Алеурського сільського поселення.

## Історія
Село було утворено 2013 року шляхом виділення зі складу села Алеур.